# Harmaankivensaari (ö i Mellersta Finland)
Harmaankivensaari är en ö i Finland. Den ligger i sjön Hahmajärvi och i kommunen Kuhmois i landskapet Mellersta Finland, i den södra delen av landet, 160 km norr om huvudstaden Helsingfors. Öns area är 0,1 hektar och dess största längd är 60 meter i öst-västlig riktning.